# Fotbal na Letních olympijských hrách 2000 – turnaj žen
Fotbalový turnaj na Letních olympijských hrách 2000 byl druhým ženským fotbalovým turnajem na olympijských hrách. Vítězem se stala norská ženská fotbalová reprezentace.

## Kvalifikace
Hlavní článek: Kvalifikace na ženský fotbalový turnaj na Letních olympijských hrách 2000
| - Afrika (CAF) - Nigérie - Asie (AFC) - Čína - Severní, Střední Amerika a Karibik (CONCACAF) - USA - Jižní Amerika (CONMEBOL) - Brazílie |  | - Evropa (UEFA) - Německo - Norsko - Švédsko - Hostitel - Austrálie |

## Medailistky
| Zlato   | Norsko  |
| Stříbro | USA     |
| Bronz   | Německo |

## Základní skupiny
- Základní skupiny byly označeny jinými písmeny než základní skupiny mužského turnaje.

### Skupina E
| Tým       | Z | V | R | P | VG | IG | +/- | B |
| --------- | - | - | - | - | -- | -- | --- | - |
| Německo   | 3 | 3 | 0 | 0 | 6  | 1  | +5  | 9 |
| Brazílie  | 3 | 2 | 0 | 1 | 5  | 3  | +2  | 6 |
| Švédsko   | 3 | 0 | 1 | 2 | 1  | 4  | -3  | 1 |
| Austrálie | 3 | 0 | 1 | 2 | 2  | 6  | -4  | 1 |

| 13. září 2000 17:00 |       |                                               |                                                               |
| Austrálie           | 0 : 3 | Německo                                       | Bruce Stadium, Canberra diváci: 24 800 rozhodčí: Bola Abidoye |
|                     |       | Gringsová 39' Wiegmannová 70' Lingorová 90+1' | Bruce Stadium, Canberra diváci: 24 800 rozhodčí: Bola Abidoye |

| 13. září 2000 17:30 |       |                        |                                                                             |
| Švédsko             | 0 : 2 | Brazílie               | Melbourne Cricket Ground, Melbourne diváci: 58 432 rozhodčí: Sandra Huntová |
|                     |       | Pretinha 21' Kátia 70' | Melbourne Cricket Ground, Melbourne diváci: 58 432 rozhodčí: Sandra Huntová |

| 16. září 2000 17:00 |       |                         |                                                                              |
| Austrálie           | 1 : 1 | Švédsko                 | Sydney Football Stadium, Sydney diváci: 33 600 rozhodčí: Sonia Denoncourtová |
| Salisburyová 57'    |       | Anderssonová 66' (pen.) | Sydney Football Stadium, Sydney diváci: 33 600 rozhodčí: Sonia Denoncourtová |

| 16. září 2000 17:30 |       |            |                                                                 |
| Německo             | 2 : 1 | Brazílie   | Bruce Stadium, Canberra diváci: 17 000 rozhodčí: Martha Toroová |
| Prinzová 33', 41'   |       | Raquel 72' | Bruce Stadium, Canberra diváci: 17 000 rozhodčí: Martha Toroová |

| 19. září 2000 17:30 |       |                      |                                                                            |
| Austrálie           | 1 : 2 | Brazílie             | Sydney Football Stadium, Sydney diváci: 29 400 rozhodčí: Vibeke Karlsenová |
| Hughesová 33'       |       | Raquel 56' Kátia 64' | Sydney Football Stadium, Sydney diváci: 29 400 rozhodčí: Vibeke Karlsenová |

| 19. září 2000 17:30 |       |         |                                                                           |
| Německo             | 1 : 0 | Švédsko | Melbourne Cricket Ground, Melbourne diváci: 7 000 rozhodčí: Wendy Tomsová |
| Hingstová 88'       |       |         | Melbourne Cricket Ground, Melbourne diváci: 7 000 rozhodčí: Wendy Tomsová |

### Skupina F
| Tým     | Z | V | R | P | VG | IG | +/- | B |
| ------- | - | - | - | - | -- | -- | --- | - |
| USA     | 3 | 2 | 1 | 0 | 6  | 2  | +4  | 7 |
| Norsko  | 3 | 2 | 0 | 1 | 5  | 4  | +1  | 6 |
| Čína    | 3 | 1 | 1 | 1 | 5  | 4  | +1  | 4 |
| Nigérie | 3 | 0 | 0 | 3 | 3  | 9  | -6  | 0 |

| 14. září 2000 17:30         |       |        |                                                                           |
| USA                         | 2 : 0 | Norsko | Melbourne Cricket Ground, Melbourne diváci: 16 043 rozhodčí: Im Eun Juová |
| Milbrettová 18' Hammová 24' |       |        | Melbourne Cricket Ground, Melbourne diváci: 16 043 rozhodčí: Im Eun Juová |

| 14. září 2000 17:30                    |       |                       |                                                                 |
| Čína                                   | 3 : 1 | Nigérie               | Bruce Stadium, Canberra diváci: 16 000 rozhodčí: Martha Toroová |
| Zhao Lihongová 12' Sun Wenová 57', 83' |       | Nkwochaová 85' (pen.) | Bruce Stadium, Canberra diváci: 16 000 rozhodčí: Martha Toroová |

| 17. září 2000 17:30 |       |                |                                                                                 |
| USA                 | 1 : 1 | Čína           | Melbourne Cricket Ground, Melbourne diváci: 32 500 rozhodčí: Nicole Petignatová |
| Foudyová 38'        |       | Sun Wenová 67' | Melbourne Cricket Ground, Melbourne diváci: 32 500 rozhodčí: Nicole Petignatová |

| 17. září 2000 17:30                                    |       |              |                                                                 |
| Norsko                                                 | 3 : 1 | Nigérie      | Bruce Stadium, Canberra diváci: 9 150 rozhodčí: Tammy Ogstonová |
| Mellgrenová 22' Riiseová 62' (pen.) Pettersenová 90+3' |       | Akideová 78' | Bruce Stadium, Canberra diváci: 9 150 rozhodčí: Tammy Ogstonová |

| 20. září 2000 17:30                           |       |              |                                                                          |
| USA                                           | 3 : 1 | Nigérie      | Melbourne Cricket Ground, Melbourne diváci: 9 000 rozhodčí: Im Eun Juová |
| Chastainová 26' Lillyová 35' MacMillanová 56' |       | Akideová 48' | Melbourne Cricket Ground, Melbourne diváci: 9 000 rozhodčí: Im Eun Juová |

| 20. září 2000 17:30              |       |                       |                                                                      |
| Norsko                           | 2 : 1 | Čína                  | Bruce Stadium, Canberra diváci: 11 532 rozhodčí: Sonia Denoncourtová |
| Pettersenová 55' Haugenesová 78' |       | Sun Wenová 75' (pen.) | Bruce Stadium, Canberra diváci: 11 532 rozhodčí: Sonia Denoncourtová |

## Play off
|  | Semifinále | Semifinále | Semifinále |  |  | Finále      | Finále         | Finále      |
|  |            |            |            |  |  |             |                |             |
|  |            | Německo    | 0          |  |  |             |                |             |
|  |            | Norsko     | 1          |  |  |             |                |             |
|  |            |            |            |  |  |             | Norsko (prod.) | 3           |
|  |            |            |            |  |  |             | USA            | 2           |
|  |            | USA        | 1          |  |  |             |                |             |
|  |            | Brazílie   | 0          |  |  | Třetí místo | Třetí místo    | Třetí místo |
|  |            |            |            |  |  |             | Německo        | 2           |
|  |            |            |            |  |  |             | Brazílie       | 0           |

### Semifinále
| 24. září 2000 17:30 |       |                         |                                                                       |
| Německo             | 0 : 1 | Norsko                  | Sydney Football Stadium, Sydney diváci: 16 710 rozhodčí: Im Eun Juová |
|                     |       | Wunderlichová 80' (vl.) | Sydney Football Stadium, Sydney diváci: 16 710 rozhodčí: Im Eun Juová |

| 24. září 2000 17:30 |       |          |                                                                     |
| USA                 | 1 : 0 | Brazílie | Bruce Stadium, Canberra diváci: 11 000 rozhodčí: Nicole Petignatová |
| Hammová 60'         |       |          | Bruce Stadium, Canberra diváci: 11 000 rozhodčí: Nicole Petignatová |

### O 3. místo
| 28. září 2000 17:00        |       |          |                                                                       |
| Německo                    | 2 : 0 | Brazílie | Sydney Football Stadium, Sydney diváci: 11 200 rozhodčí: Im Eun Juová |
| Lingorová 64' Prinzová 79' |       |          | Sydney Football Stadium, Sydney diváci: 11 200 rozhodčí: Im Eun Juová |

### Finále
| 28. září 2000 20:00                                 |                |                       |                                                                              |
| Norsko                                              | 3 : 2 (prodl.) | USA                   | Sydney Football Stadium, Sydney diváci: 22 848 rozhodčí: Sonia Denoncourtová |
| Espesethová 44' Gulbrandsenová 78' Mellgrenová 102' |                | Milbrettová 5', 90+2' | Sydney Football Stadium, Sydney diváci: 22 848 rozhodčí: Sonia Denoncourtová |